# پول، انگلستان
پول، انگلستان (به انگلیسی: Poole) شهری در منطقهٔ پورتسموث-ساوت‌همپتون کشور انگلستان است که این کشور خود بخشی از بریتانیا محسوب می‌شود. این شهر در سال ۱۹۹۱ میلادی ۱۳۸٫۴۷۹ نفر جمعیت داشته و در سرشماری سال ۲۰۰۱ جمعیت آن به ۱۴۴٫۸۰۰ نفر رسیده‌است. میزان رشد سالانهٔ جمعیت پول، انگلستان ‎-۰٫۶۶ درصد می‌باشد و جمعیت این شهر در سال ۲۰۱۲ به ۱۳۴٫۶۳۹ نفر تغییر یافت.